# Simon Moore (scénariste)
Pour les articles homonymes, voir Moore.
Simon Moore est un réalisateur et un scénariste britannique.

## Filmographie

### Comme scénariste
- 1991 : Faute de preuves (Under Suspicion), de Simon Moore.
- 1994 : Mort ou Vif (The Quick and the Dead), de Sam Raimi.
- 1996 : Les Voyages de Gulliver (Gulliver's travels), de Charles Sturridge (mini-série).
- 2000 : Le 10e royaume (The 10th Kingdom), de Herbert Wise et David Carson, d'après le roman éponyme de Kristine Kathryn Rusch et Dean Wesley Smith (mini-série de 9 épisodes).
- 2000 : Traffic, de Steven Soderbergh.
- 2002 : Dinotopia, de Marco Brambilla (mini-série en 3 parties).

### Comme réalisateur
- 1991 : Faute de preuves (Under Suspicion).